# Afelio

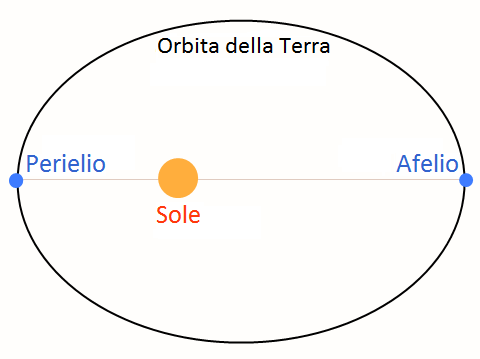
I punti di perielio e afelio attraversati dall'orbita della Terra

In astronomia, l'afelio (in greco antico: ἀφήλιον?, aphḕlion, da ἀπό, apò, "lontano" e ἥλιος, hḕlios, "sole") è il punto di massima distanza di un corpo del sistema solare (pianeta, asteroide, cometa, satellite artificiale, ecc.) dal Sole.

## Descrizione
A seconda dell'eccentricità dell'orbita, la massima distanza corpo-sole e quella minima possono essere più o meno differenti dalla distanza media.
Per analogia, viene così chiamato anche l'analogo punto di massima distanza per un pianeta o una stella orbitanti attorno a una stella diversa dal Sole, anche se in tal caso si dovrebbe usare il termine apoastro. Nel caso di un corpo orbitante attorno alla Terra si usa apogeo.
| Date e ore degli afeli della Terra (UTC) | Date e ore degli afeli della Terra (UTC) |
| Anno                                     | Luglio                                   |
| ---------------------------------------- | ---------------------------------------- |
| 2000                                     | il 3 alle 23:50                          |
| 2001                                     | il 4 alle 13:38                          |
| 2002                                     | il 6 alle 03:48                          |
| 2003                                     | il 4 alle 05:41                          |
| 2004                                     | il 5 alle 10:55                          |
| 2005                                     | il 5 alle 04:59                          |
| 2006                                     | il 3 alle 23:11                          |
| 2007                                     | il 6 alle 23:54                          |
| 2008                                     | il 4 alle 07:42                          |
| 2009                                     | il 4 alle 01:41                          |
| 2010                                     | il 6 alle 11:31                          |
| 2011                                     | il 4 alle 14:55                          |
| 2012                                     | il 5 alle 03:33                          |
| 2013                                     | il 5 alle 14:46                          |
| 2014                                     | il 4 alle 00:15                          |
| 2015                                     | il 6 alle 19:41                          |
| 2016                                     | il 4 alle 16:25                          |
| 2017                                     | il 3 alle 20:13                          |
| 2018                                     | il 6 alle 16:48                          |
| 2019                                     | il 4 alle 22:12                          |
| 2020                                     | il 4 alle 11:36                          |
| 2021                                     | il 5 alle 22:29                          |
| 2022                                     | il 4 alle 07:12                          |
| 2023                                     | il 6 alle 20:08                          |
| 2024                                     | il 5 alle 05:07                          |
| 2025                                     | il 3 alle 19:56                          |
| 2026                                     | il 6 alle 17:32                          |
| 2027                                     | il 5 alle 05:07                          |
| 2028                                     | il 3 alle 22:19                          |
| 2029                                     | il 6 alle 05:13                          |
| 2030                                     | il 4 alle 12:59                          |

Il punto di minima distanza è invece chiamato perielio. La linea immaginaria che unisce afelio e perielio è detta linea degli apsidi.
La posizione angolare dell'afelio sull'orbita dei vari pianeti è quasi fissa: si sposta molto lentamente (di alcune decine o centinaia di secondi d'arco al secolo), a causa dell'interazione gravitazionale con gli altri pianeti. Questo effetto si chiama precessione anomalistica (o precessione del perielio). 
La velocità precessionale di Mercurio è però significativamente maggiore di quella calcolata teoricamente in base alle leggi di Newton. Questa differenza fu spiegata da Albert Einstein come un effetto della teoria della relatività generale: ciò rappresentò una delle prime conferme sperimentali di questa teoria.

## Afelio della Terra
La Terra raggiunge il proprio afelio tra il 3 e il 7 luglio (per la data e l'ora esatta di ogni anno, si veda la tabella a fianco), quindi circa 2 settimane dopo il solstizio d'estate (che dà inizio all'estate nell'emisfero boreale della terra).
La distanza della Terra dal Sole in questo punto è di 152,1 milioni di km (2,5 milioni di km più della sua distanza media).